# Barbara Coudenhove-Kalergi

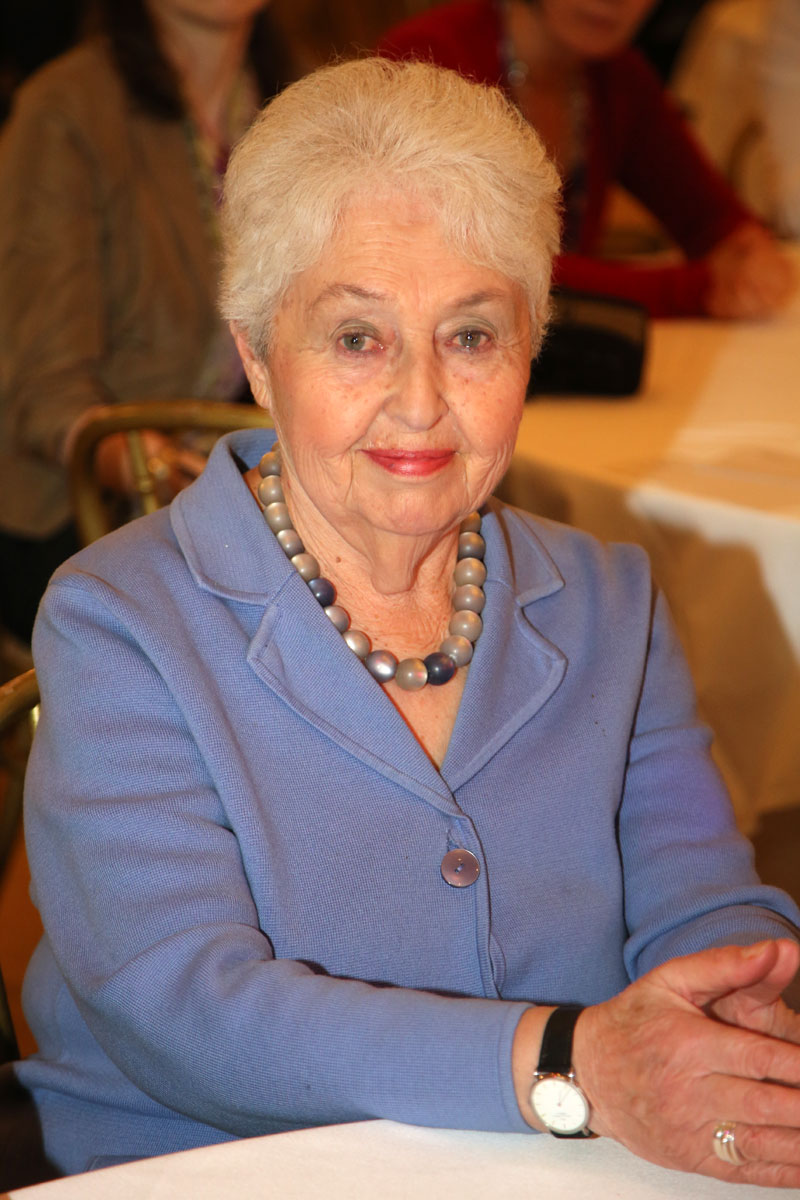
Barbara Coudenhove-Kalergi (2013)

Barbara Coudenhove-Kalergi (* 15. Jänner 1932 in Prag) ist eine österreichische Journalistin und Herausgeberin.

## Leben und Wirken
Barbara Coudenhove-Kalergi verbrachte ihre Kindheit als deutschsprachige Bürgerin in der Tschechoslowakei. Ihre Familie wohnte in einer Villa in Prag-Smíchov, einem Industrie- und Arbeiterviertel. 1939, als sie sieben Jahre alt war, marschierte die Wehrmacht in Prag ein.
Am 8. Mai 1945, nach dem Prager Aufstand gegen die untergehende NS-Herrschaft, wurde der Familie wie vielen anderen Prager Deutschen von der tschechischen Polizei nahegelegt, sich den Richtung Bayern abziehenden deutschen Truppenteilen anzuschließen (Vertreibung der Deutschen aus der Tschechoslowakei). Zugleich machten radikale Tschechen in den Straßen bereits Jagd auf die nun vogelfreien Deutschen, so dass es zum Weggehen keine realistische Alternative gab.
Seit 1945 lebt sie meist in Österreich. 1951 begann sie an der Universität Wien ein Dolmetschstudium, wechselte dann das Fach, brach das Studium aber ab. Sie arbeitete als Journalistin bei den Tageszeitungen Die Presse (1956 in der Lokalredaktion angestellt), Neues Österreich, nach dessen Einstellung 1967 bei der Arbeiter-Zeitung (von Bruno Kreisky aufgenommen) und beim Kurier sowie beim Nachrichtenmagazin profil. Dem breiteren Publikum wurde sie seit Mitte der 1970er-Jahre als Mitglied der von Gerd Bacher forcierten Osteuroparedaktion des ORF bekannt, vorerst im Hörfunk, später auch im Fernsehen. Ihre sensiblen Reportagen für den Österreichischen Rundfunk befassten sich mit den damals noch zum so genannten Ostblock gehörenden Ländern, vor allem mit Polen und der Tschechoslowakei, wo sie zeitweise als ORF-Korrespondentin eingesetzt war.
Coudenhove-Kalergi heiratete 1975 den Reformkommunisten Franz Marek. Ihm widmete sie in ihren 2013 erschienenen Erinnerungen das Kapitel Die Liebe meines Lebens.
Sie ist Mitbegründerin der Bürgerinitiative „Land der Menschen“.
Nach dem Fall der kommunistischen Diktaturen kehrte sie in ihr Geburtsland zurück. In den Jahren 1991 bis 1995 war sie als ORF-Korrespondentin in Prag tätig. Heute schreibt sie als freie Journalistin vor allem für tschechische und österreichische Zeitungen und ist Herausgeberin mehrerer Bücher mit Texten zur Geschichte und Gegenwart der Länder des früheren Ostblocks. Seit 2005 ist sie Mitglied des Redaktionsbeirats der Zeitschrift Datum.
2005 war sie Mitglied der Jury bei der erstmaligen Friedensroseverleihung.

## Familie
Barbara Coudenhove-Kalergis Großvater Heinrich von Coudenhove-Kalergi (1859–1906), k.u.k. Diplomat, war mit Mitsuko Aoyama (1874–1941) verheiratet. Die beiden hatten sieben Kinder (Hans, Richard, Gerolf, Elisabeth, genannt Elsa, Olga, Ida und Karl Heinrich, genannt Ery). Barbara Coudenhove-Kalergi hat ihre Großmutter väterlicherseits nicht kennengelernt, obwohl sie in Mödling bei Wien lebte und erst starb, als Barbara neun Jahre alt war. Barbaras anderer Großvater war Hans Graf Pálffy aus der ungarischen Adelsfamilie, die in Südböhmen das Gut Breznitz erworben hatte, auf dem Barbara einige Sommer ihrer Kindheit verbrachte.
Barbaras Vater war der Jurist und Japanologe Gerolf Coudenhove-Kalergi (1896–1978), ihre Mutter war Sophie Pálffy. Obwohl der Adel in der Tschechoslowakischen Republik seit Dezember 1918 abgeschafft war, gehörten Barbaras Eltern, wie sie schreibt, in Prag auch später „dem deutschsprachigen böhmischen Adel an, einer ziemlich geschlossenen Gruppe, die auch zur deutschen bürgerlichen Gesellschaft kaum Kontakt hält.“ Bruder des Vaters war Richard Coudenhove-Kalergi, Gründer der Paneuropa-Bewegung. Ein weiterer Onkel war Johann Graf Coudenhove-Kalergi, Autor des Menschenfresser-Romans „Ich fraß die weiße Chinesin“, 1967 unter dem Pseudonym Duca di Centigloria posthum veröffentlicht.
Ihre Brüder sind Hans Heinrich (* 1927), Jakob (* 1928) und der sechs Jahre nach ihr geborene Maler Michael (1937–2018). Familie Coudenhove-Kalergi, des Tschechischen mächtig, bekannte sich auf Grund ihrer Muttersprache 1939 zum Deutschtum, ohne in ihren Reihen Nationalsozialisten oder Widerstandskämpfer zu haben; Gerolf Coudenhove-Kalergi arbeitete kurze Zeit als Übersetzer für Reichsprotektor Konstantin von Neurath.

## Vorfahren von Barbara Coudenhove-Kalergi
| Franz Karl Graf von Coudenhove * 19. Februar 1825 in Wien, Österreich, † 16. Juni 1893 in Ottensheim, Oberösterreich; Großgrundbesitzer und Politiker                      | Franz Karl Graf von Coudenhove * 19. Februar 1825 in Wien, Österreich, † 16. Juni 1893 in Ottensheim, Oberösterreich; Großgrundbesitzer und Politiker                      | Franz Karl Graf von Coudenhove * 19. Februar 1825 in Wien, Österreich, † 16. Juni 1893 in Ottensheim, Oberösterreich; Großgrundbesitzer und Politiker                      | Franz Karl Graf von Coudenhove * 19. Februar 1825 in Wien, Österreich, † 16. Juni 1893 in Ottensheim, Oberösterreich; Großgrundbesitzer und Politiker                      | Franz Karl Graf von Coudenhove * 19. Februar 1825 in Wien, Österreich, † 16. Juni 1893 in Ottensheim, Oberösterreich; Großgrundbesitzer und Politiker                      | Franz Karl Graf von Coudenhove * 19. Februar 1825 in Wien, Österreich, † 16. Juni 1893 in Ottensheim, Oberösterreich; Großgrundbesitzer und Politiker                      |  |  |  |  | ⚭ 24. Juni 1857 in Paris, Frankreich mit Marie von Kalergi * 5. Januar 1840 in Sankt Petersburg, Russisches Reich, † 11. März 1877 in Ronsperg, Böhmen | ⚭ 24. Juni 1857 in Paris, Frankreich mit Marie von Kalergi * 5. Januar 1840 in Sankt Petersburg, Russisches Reich, † 11. März 1877 in Ronsperg, Böhmen | ⚭ 24. Juni 1857 in Paris, Frankreich mit Marie von Kalergi * 5. Januar 1840 in Sankt Petersburg, Russisches Reich, † 11. März 1877 in Ronsperg, Böhmen | ⚭ 24. Juni 1857 in Paris, Frankreich mit Marie von Kalergi * 5. Januar 1840 in Sankt Petersburg, Russisches Reich, † 11. März 1877 in Ronsperg, Böhmen | ⚭ 24. Juni 1857 in Paris, Frankreich mit Marie von Kalergi * 5. Januar 1840 in Sankt Petersburg, Russisches Reich, † 11. März 1877 in Ronsperg, Böhmen | ⚭ 24. Juni 1857 in Paris, Frankreich mit Marie von Kalergi * 5. Januar 1840 in Sankt Petersburg, Russisches Reich, † 11. März 1877 in Ronsperg, Böhmen |
| Franz Karl Graf von Coudenhove * 19. Februar 1825 in Wien, Österreich, † 16. Juni 1893 in Ottensheim, Oberösterreich; Großgrundbesitzer und Politiker                      | Franz Karl Graf von Coudenhove * 19. Februar 1825 in Wien, Österreich, † 16. Juni 1893 in Ottensheim, Oberösterreich; Großgrundbesitzer und Politiker                      | Franz Karl Graf von Coudenhove * 19. Februar 1825 in Wien, Österreich, † 16. Juni 1893 in Ottensheim, Oberösterreich; Großgrundbesitzer und Politiker                      | Franz Karl Graf von Coudenhove * 19. Februar 1825 in Wien, Österreich, † 16. Juni 1893 in Ottensheim, Oberösterreich; Großgrundbesitzer und Politiker                      | Franz Karl Graf von Coudenhove * 19. Februar 1825 in Wien, Österreich, † 16. Juni 1893 in Ottensheim, Oberösterreich; Großgrundbesitzer und Politiker                      | Franz Karl Graf von Coudenhove * 19. Februar 1825 in Wien, Österreich, † 16. Juni 1893 in Ottensheim, Oberösterreich; Großgrundbesitzer und Politiker                      |  |  |  |  | ⚭ 24. Juni 1857 in Paris, Frankreich mit Marie von Kalergi * 5. Januar 1840 in Sankt Petersburg, Russisches Reich, † 11. März 1877 in Ronsperg, Böhmen | ⚭ 24. Juni 1857 in Paris, Frankreich mit Marie von Kalergi * 5. Januar 1840 in Sankt Petersburg, Russisches Reich, † 11. März 1877 in Ronsperg, Böhmen | ⚭ 24. Juni 1857 in Paris, Frankreich mit Marie von Kalergi * 5. Januar 1840 in Sankt Petersburg, Russisches Reich, † 11. März 1877 in Ronsperg, Böhmen | ⚭ 24. Juni 1857 in Paris, Frankreich mit Marie von Kalergi * 5. Januar 1840 in Sankt Petersburg, Russisches Reich, † 11. März 1877 in Ronsperg, Böhmen | ⚭ 24. Juni 1857 in Paris, Frankreich mit Marie von Kalergi * 5. Januar 1840 in Sankt Petersburg, Russisches Reich, † 11. März 1877 in Ronsperg, Böhmen | ⚭ 24. Juni 1857 in Paris, Frankreich mit Marie von Kalergi * 5. Januar 1840 in Sankt Petersburg, Russisches Reich, † 11. März 1877 in Ronsperg, Böhmen |
| | | | | | |  |  |  |  | | | | | | |
| Heinrich Johann Maria Graf Coudenhove-Kalergi * 12. Oktober 1859 in Wien, † 14. Mai 1906 in Ronsperg, Böhmen; Diplomat                                                     | Heinrich Johann Maria Graf Coudenhove-Kalergi * 12. Oktober 1859 in Wien, † 14. Mai 1906 in Ronsperg, Böhmen; Diplomat                                                     | Heinrich Johann Maria Graf Coudenhove-Kalergi * 12. Oktober 1859 in Wien, † 14. Mai 1906 in Ronsperg, Böhmen; Diplomat                                                     | Heinrich Johann Maria Graf Coudenhove-Kalergi * 12. Oktober 1859 in Wien, † 14. Mai 1906 in Ronsperg, Böhmen; Diplomat                                                     | Heinrich Johann Maria Graf Coudenhove-Kalergi * 12. Oktober 1859 in Wien, † 14. Mai 1906 in Ronsperg, Böhmen; Diplomat                                                     | Heinrich Johann Maria Graf Coudenhove-Kalergi * 12. Oktober 1859 in Wien, † 14. Mai 1906 in Ronsperg, Böhmen; Diplomat                                                     |  |  |  |  | ⚭ 16. März 1892 in Tokio, Japan mit Mitsuko Aoyama * 7. Juli 1874 in Tokio, † 27. August 1941 in Mödling, Österreich                                   | ⚭ 16. März 1892 in Tokio, Japan mit Mitsuko Aoyama * 7. Juli 1874 in Tokio, † 27. August 1941 in Mödling, Österreich                                   | ⚭ 16. März 1892 in Tokio, Japan mit Mitsuko Aoyama * 7. Juli 1874 in Tokio, † 27. August 1941 in Mödling, Österreich                                   | ⚭ 16. März 1892 in Tokio, Japan mit Mitsuko Aoyama * 7. Juli 1874 in Tokio, † 27. August 1941 in Mödling, Österreich                                   | ⚭ 16. März 1892 in Tokio, Japan mit Mitsuko Aoyama * 7. Juli 1874 in Tokio, † 27. August 1941 in Mödling, Österreich                                   | ⚭ 16. März 1892 in Tokio, Japan mit Mitsuko Aoyama * 7. Juli 1874 in Tokio, † 27. August 1941 in Mödling, Österreich                                   |
| Heinrich Johann Maria Graf Coudenhove-Kalergi * 12. Oktober 1859 in Wien, † 14. Mai 1906 in Ronsperg, Böhmen; Diplomat                                                     | Heinrich Johann Maria Graf Coudenhove-Kalergi * 12. Oktober 1859 in Wien, † 14. Mai 1906 in Ronsperg, Böhmen; Diplomat                                                     | Heinrich Johann Maria Graf Coudenhove-Kalergi * 12. Oktober 1859 in Wien, † 14. Mai 1906 in Ronsperg, Böhmen; Diplomat                                                     | Heinrich Johann Maria Graf Coudenhove-Kalergi * 12. Oktober 1859 in Wien, † 14. Mai 1906 in Ronsperg, Böhmen; Diplomat                                                     | Heinrich Johann Maria Graf Coudenhove-Kalergi * 12. Oktober 1859 in Wien, † 14. Mai 1906 in Ronsperg, Böhmen; Diplomat                                                     | Heinrich Johann Maria Graf Coudenhove-Kalergi * 12. Oktober 1859 in Wien, † 14. Mai 1906 in Ronsperg, Böhmen; Diplomat                                                     |  |  |  |  | ⚭ 16. März 1892 in Tokio, Japan mit Mitsuko Aoyama * 7. Juli 1874 in Tokio, † 27. August 1941 in Mödling, Österreich                                   | ⚭ 16. März 1892 in Tokio, Japan mit Mitsuko Aoyama * 7. Juli 1874 in Tokio, † 27. August 1941 in Mödling, Österreich                                   | ⚭ 16. März 1892 in Tokio, Japan mit Mitsuko Aoyama * 7. Juli 1874 in Tokio, † 27. August 1941 in Mödling, Österreich                                   | ⚭ 16. März 1892 in Tokio, Japan mit Mitsuko Aoyama * 7. Juli 1874 in Tokio, † 27. August 1941 in Mödling, Österreich                                   | ⚭ 16. März 1892 in Tokio, Japan mit Mitsuko Aoyama * 7. Juli 1874 in Tokio, † 27. August 1941 in Mödling, Österreich                                   | ⚭ 16. März 1892 in Tokio, Japan mit Mitsuko Aoyama * 7. Juli 1874 in Tokio, † 27. August 1941 in Mödling, Österreich                                   |
| | | | | | |  |  |  |  | | | | | | |
| Gerolf Joseph Benedikt Maria Valentin Franz Graf Coudenhove-Kalergi * 18. Dezember 1896 in Ronsperg, Böhmen, † 30. Dezember 1978 in London, England; Jurist und Japanologe | Gerolf Joseph Benedikt Maria Valentin Franz Graf Coudenhove-Kalergi * 18. Dezember 1896 in Ronsperg, Böhmen, † 30. Dezember 1978 in London, England; Jurist und Japanologe | Gerolf Joseph Benedikt Maria Valentin Franz Graf Coudenhove-Kalergi * 18. Dezember 1896 in Ronsperg, Böhmen, † 30. Dezember 1978 in London, England; Jurist und Japanologe | Gerolf Joseph Benedikt Maria Valentin Franz Graf Coudenhove-Kalergi * 18. Dezember 1896 in Ronsperg, Böhmen, † 30. Dezember 1978 in London, England; Jurist und Japanologe | Gerolf Joseph Benedikt Maria Valentin Franz Graf Coudenhove-Kalergi * 18. Dezember 1896 in Ronsperg, Böhmen, † 30. Dezember 1978 in London, England; Jurist und Japanologe | Gerolf Joseph Benedikt Maria Valentin Franz Graf Coudenhove-Kalergi * 18. Dezember 1896 in Ronsperg, Böhmen, † 30. Dezember 1978 in London, England; Jurist und Japanologe |  |  |  |  | ⚭ 9. Oktober 1925 mit Sophie Marie Gräfin Pálffy von Erdöd * 8. Juni 1901 in Březnice, Böhmen, † 5. August 1976 in Wien                                | ⚭ 9. Oktober 1925 mit Sophie Marie Gräfin Pálffy von Erdöd * 8. Juni 1901 in Březnice, Böhmen, † 5. August 1976 in Wien                                | ⚭ 9. Oktober 1925 mit Sophie Marie Gräfin Pálffy von Erdöd * 8. Juni 1901 in Březnice, Böhmen, † 5. August 1976 in Wien                                | ⚭ 9. Oktober 1925 mit Sophie Marie Gräfin Pálffy von Erdöd * 8. Juni 1901 in Březnice, Böhmen, † 5. August 1976 in Wien                                | ⚭ 9. Oktober 1925 mit Sophie Marie Gräfin Pálffy von Erdöd * 8. Juni 1901 in Březnice, Böhmen, † 5. August 1976 in Wien                                | ⚭ 9. Oktober 1925 mit Sophie Marie Gräfin Pálffy von Erdöd * 8. Juni 1901 in Březnice, Böhmen, † 5. August 1976 in Wien                                |
| Gerolf Joseph Benedikt Maria Valentin Franz Graf Coudenhove-Kalergi * 18. Dezember 1896 in Ronsperg, Böhmen, † 30. Dezember 1978 in London, England; Jurist und Japanologe | Gerolf Joseph Benedikt Maria Valentin Franz Graf Coudenhove-Kalergi * 18. Dezember 1896 in Ronsperg, Böhmen, † 30. Dezember 1978 in London, England; Jurist und Japanologe | Gerolf Joseph Benedikt Maria Valentin Franz Graf Coudenhove-Kalergi * 18. Dezember 1896 in Ronsperg, Böhmen, † 30. Dezember 1978 in London, England; Jurist und Japanologe | Gerolf Joseph Benedikt Maria Valentin Franz Graf Coudenhove-Kalergi * 18. Dezember 1896 in Ronsperg, Böhmen, † 30. Dezember 1978 in London, England; Jurist und Japanologe | Gerolf Joseph Benedikt Maria Valentin Franz Graf Coudenhove-Kalergi * 18. Dezember 1896 in Ronsperg, Böhmen, † 30. Dezember 1978 in London, England; Jurist und Japanologe | Gerolf Joseph Benedikt Maria Valentin Franz Graf Coudenhove-Kalergi * 18. Dezember 1896 in Ronsperg, Böhmen, † 30. Dezember 1978 in London, England; Jurist und Japanologe |  |  |  |  | ⚭ 9. Oktober 1925 mit Sophie Marie Gräfin Pálffy von Erdöd * 8. Juni 1901 in Březnice, Böhmen, † 5. August 1976 in Wien                                | ⚭ 9. Oktober 1925 mit Sophie Marie Gräfin Pálffy von Erdöd * 8. Juni 1901 in Březnice, Böhmen, † 5. August 1976 in Wien                                | ⚭ 9. Oktober 1925 mit Sophie Marie Gräfin Pálffy von Erdöd * 8. Juni 1901 in Březnice, Böhmen, † 5. August 1976 in Wien                                | ⚭ 9. Oktober 1925 mit Sophie Marie Gräfin Pálffy von Erdöd * 8. Juni 1901 in Březnice, Böhmen, † 5. August 1976 in Wien                                | ⚭ 9. Oktober 1925 mit Sophie Marie Gräfin Pálffy von Erdöd * 8. Juni 1901 in Březnice, Böhmen, † 5. August 1976 in Wien                                | ⚭ 9. Oktober 1925 mit Sophie Marie Gräfin Pálffy von Erdöd * 8. Juni 1901 in Březnice, Böhmen, † 5. August 1976 in Wien                                |
| | | | | | |  |  |  |  | | | | | | |
| Barbara Margarethe Sophie Maria Mitsu Coudenhove-Kalergi * 15. Januar 1932 in Prag, Tschechoslowakei; Journalistin, Herausgeberin                                          | Barbara Margarethe Sophie Maria Mitsu Coudenhove-Kalergi * 15. Januar 1932 in Prag, Tschechoslowakei; Journalistin, Herausgeberin                                          | Barbara Margarethe Sophie Maria Mitsu Coudenhove-Kalergi * 15. Januar 1932 in Prag, Tschechoslowakei; Journalistin, Herausgeberin                                          | Barbara Margarethe Sophie Maria Mitsu Coudenhove-Kalergi * 15. Januar 1932 in Prag, Tschechoslowakei; Journalistin, Herausgeberin                                          | Barbara Margarethe Sophie Maria Mitsu Coudenhove-Kalergi * 15. Januar 1932 in Prag, Tschechoslowakei; Journalistin, Herausgeberin                                          | Barbara Margarethe Sophie Maria Mitsu Coudenhove-Kalergi * 15. Januar 1932 in Prag, Tschechoslowakei; Journalistin, Herausgeberin                                          |  |  |  |  | ⚭ 19. Februar 1975 in Wien mit Franz Marek * 18. April 1913 in Przemyśl, Galizien, † 28. Juni 1979 in Neukirchen, Oberösterreich; Journalist           | ⚭ 19. Februar 1975 in Wien mit Franz Marek * 18. April 1913 in Przemyśl, Galizien, † 28. Juni 1979 in Neukirchen, Oberösterreich; Journalist           | ⚭ 19. Februar 1975 in Wien mit Franz Marek * 18. April 1913 in Przemyśl, Galizien, † 28. Juni 1979 in Neukirchen, Oberösterreich; Journalist           | ⚭ 19. Februar 1975 in Wien mit Franz Marek * 18. April 1913 in Przemyśl, Galizien, † 28. Juni 1979 in Neukirchen, Oberösterreich; Journalist           | ⚭ 19. Februar 1975 in Wien mit Franz Marek * 18. April 1913 in Przemyśl, Galizien, † 28. Juni 1979 in Neukirchen, Oberösterreich; Journalist           | ⚭ 19. Februar 1975 in Wien mit Franz Marek * 18. April 1913 in Przemyśl, Galizien, † 28. Juni 1979 in Neukirchen, Oberösterreich; Journalist           |
| Barbara Margarethe Sophie Maria Mitsu Coudenhove-Kalergi * 15. Januar 1932 in Prag, Tschechoslowakei; Journalistin, Herausgeberin                                          | Barbara Margarethe Sophie Maria Mitsu Coudenhove-Kalergi * 15. Januar 1932 in Prag, Tschechoslowakei; Journalistin, Herausgeberin                                          | Barbara Margarethe Sophie Maria Mitsu Coudenhove-Kalergi * 15. Januar 1932 in Prag, Tschechoslowakei; Journalistin, Herausgeberin                                          | Barbara Margarethe Sophie Maria Mitsu Coudenhove-Kalergi * 15. Januar 1932 in Prag, Tschechoslowakei; Journalistin, Herausgeberin                                          | Barbara Margarethe Sophie Maria Mitsu Coudenhove-Kalergi * 15. Januar 1932 in Prag, Tschechoslowakei; Journalistin, Herausgeberin                                          | Barbara Margarethe Sophie Maria Mitsu Coudenhove-Kalergi * 15. Januar 1932 in Prag, Tschechoslowakei; Journalistin, Herausgeberin                                          |  |  |  |  | ⚭ 19. Februar 1975 in Wien mit Franz Marek * 18. April 1913 in Przemyśl, Galizien, † 28. Juni 1979 in Neukirchen, Oberösterreich; Journalist           | ⚭ 19. Februar 1975 in Wien mit Franz Marek * 18. April 1913 in Przemyśl, Galizien, † 28. Juni 1979 in Neukirchen, Oberösterreich; Journalist           | ⚭ 19. Februar 1975 in Wien mit Franz Marek * 18. April 1913 in Przemyśl, Galizien, † 28. Juni 1979 in Neukirchen, Oberösterreich; Journalist           | ⚭ 19. Februar 1975 in Wien mit Franz Marek * 18. April 1913 in Przemyśl, Galizien, † 28. Juni 1979 in Neukirchen, Oberösterreich; Journalist           | ⚭ 19. Februar 1975 in Wien mit Franz Marek * 18. April 1913 in Przemyśl, Galizien, † 28. Juni 1979 in Neukirchen, Oberösterreich; Journalist           | ⚭ 19. Februar 1975 in Wien mit Franz Marek * 18. April 1913 in Przemyśl, Galizien, † 28. Juni 1979 in Neukirchen, Oberösterreich; Journalist           |

## Auszeichnungen
- 1981: Karl-Renner-Preis
- 1982: Preis der Stadt Wien für Publizistik
- 1990: Frau des Jahres, Auszeichnung österreichischer Journalistinnen
- 2001: für ihre besonderen Verdienste für Demokratie und Menschenrechte mit dem Tomáš-Garrigue-Masaryk-Orden IV. Klasse ausgezeichnet, von Václav Havel
- 2005: Concordia-Preis für ihr Lebenswerk
- 2005: Axel-Corti-Preis der österreichischen Volksbildung
- 2013: Ehrenpreis des österreichischen Buchhandels für Toleranz in Denken und Handeln[7]
- 2013: Buchliebling – Lifetime Award[8]
- 2013: Journalist des Jahres – Preis für das Lebenswerk[9]
- 2013: Medienlöwin für das Lebenswerk[10]
- 2014: Georg Dehio-Buchpreis des Deutschen Kulturforums östliches Europa für ihr Gesamtwerk
- 2019: Bruno-Kreisky-Preis für das politische Buch – Preis für das publizistische Gesamtwerk[11]
- 2024: Demokratiepreis der Margaretha Lupac-Stiftung für Parlamentarismus und Demokratie[12]

## Werke
- Herausgeberin mit Hans Benedict: Revolution. Die Befreiung Osteuropas vom kommunistischen Absolutismus. Jugend und Volk, Wien 1990, ISBN 3-224-17637-7.
- Meine Wurzeln sind anderswo. Österreichische Identitäten. Czernin Verlag, Wien 2001, ISBN 3-7076-0110-2.
- Herausgeberin mit Oliver Rathkolb: Die Beneš-Dekrete. Czernin Verlag, Wien 2002, ISBN 3-7076-0146-3.
- in Monika Juch (Hrsg.): Medien. Macht. Meinung. Wien 2003, ISBN 3-901485-19-8.
- Zuhause ist überall. Erinnerungen. Paul Zsolnay Verlag, Wien 2013, ISBN 978-3-552-05601-5.

Als Taschenbuch in Lizenzausgabe beim S. Fischer Verlag, Frankfurt 2016, ISBN 978-3-596-03347-8.